# استیو کراس (بازیکن فوتبال)
استیو کراس (انگلیسی: Steve Cross؛ زادهٔ ۲۲ دسامبر ۱۹۵۹) بازیکن فوتبال اهل بریتانیا است.
از باشگاه‌هایی که در آن بازی کرده‌است می‌توان به باشگاه فوتبال بریستول راورز، باشگاه فوتبال دربی کانتی، باشگاه فوتبال بث سیتی، و باشگاه فوتبال شروزبری تاون اشاره کرد.